# Sturzflug ins Chaos – Wenn schräge Vögel fliegen lernen
Sturzflug ins Chaos – Wenn schräge Vögel fliegen lernen (Originaltitel: Dutch Treat, Verweistitel: Pleitegeier) ist eine US-amerikanische Filmkomödie aus dem Jahr 1987.

## Handlung
Der Film beginnt im Gerichtssaal. Jerry Morgan muss sich für über 250 Parkverstöße verantworten, die eigentlich sein Freund Norm mit seinem Auto begangen hat. Er plädiert auf schuldig, um auf Norms Anraten eine geringe Strafe zu erhalten, muss jetzt allerdings für einige Wochen ins Gefängnis. Nach seiner Entlassung erfährt Jerry, dass Norm seine Wohnung untervermietet und seine Freundin ihn verlassen hat.
Um an Geld zu gelangen, heuern die beiden auf einem Schiff nach Holland als Messerwerfer an. Bei ihrer Vorstellung läuft einiges schief und sie töten versehentlich zwei Schiffsbedienstete. Sie kommen in Amsterdam erst einmal in Polizeigewahrsam und werden aufgefordert, drei Tage später mit einem Frachtschiff zurück nach Amerika zu fahren. Sie können also noch etwas Zeit in der Stadt verbringen und lernen hier eine talentierte Frauenband Dolly Dots kennen. Norm gibt sich als Angestellter von Jerry aus, den er als Lou Winters vorstellt, den Chef von Capitol Records. Sollten sie jemals nach Los Angeles kommen, wären sie jederzeit willkommen. Als sie die Band am Abend bei einer Veranstaltung treffen, kommt es zu einer Schlägerei und sie landen alle in Polizeigewahrsam. Der verantwortlich amerikanische Attaché in Amsterdam möchte die beiden sofort loswerden, er bringt sie persönlich zu einem kleinen Flughafen und sie werden von einer betrunkenen Pilotin und ihrem einfältigen Copiloten in einem klapprigen Flugzeug in die Vereinigten Staaten geflogen.
Zurück in Los Angeles gehen Jerry und Norm wieder ihren normalen, schlecht bezahlten Jobs nach. Jerry arbeitet in einer Hotelküche, Norm fährt Taxi. Tatsächlich kommen die Dolly Dots nach Los Angeles, um sich von Lou Winters managen zu lassen. Sie steigen in dem Hotel ab, in dem Jerry arbeitet, da dort auch Lou Winters untergebracht ist. Jerry und Norm gelingt es durch verschiedene Ablenkungsmanöver, vor der Band ihre falschen Rollen glaubhaft zu spielen. Sie vermitteln der Band einen kleinen Auftritt und gehen mit ihnen auf eine angesagte Party. Dort fliegen sie allerdings auf, da der Sänger der Band Dead Meat den echten Lou Winters kennt. Die Dolly Dots sind furchtbar enttäuscht von Jerry und Norm, sie wollen Los Angeles wieder Richtung Holland verlassen. Doch Jerry und Norm haben einen Plan, sie wollen dafür sorgen, dass die Band doch noch zu einem ihrem Auftritt kommt. Am Abend spielt Dead Meat vor verschiedenen Musikproduzenten, Jerry und Norm können als Roadies verkleidet die Dolly Dots einschleusen. Sie leiten Helium über Schläuche an die Mikrofone, sodass die Stimmen von Dead Meat sehr hoch klingen. Die Band wird von der Bühne gebuht und die Dolly Dots ergreifen ihre Chance und beginnen zu spielen. Lou Winters ist so angetan, dass er die Band unter Vertrag nimmt.

## Produktion
Der Film wurde an Schauplätzen in der Vereinigten Staaten (Los Angeles) und in den Niederlanden (Amsterdam) gedreht. Es ist nach Die Klugscheißer der zweite gemeinsame Film der beiden Hauptdarsteller David Landsberg und Lorin Dreyfuss.
Bei der Band Dolly Dots handelt es sich tatsächlich um eine niederländische Frauenband, die in den 1970er und 1980er Jahren in den Niederlanden populär war und vier Top-Ten-Platzierungen in den niederländischen Charts erreichte. Ihr 1986 veröffentlichtes Album Dutch Treat hat den gleichen Titel wie der Film im Original.

## Rezeption
Das Lexikon des internationalen Films beschreibt den Film als eine „lausig in Szene gesetzte blöde Klamotte.“